# Squadrone
Uno squadrone è una tipologia di unità militare terrestre, aerea o navale. In caso di unità militare terrestre è un'unità di cavalleria (anche corazzata) o di altre armi o servizi. In caso di unità militare aerea è una formazione di squadriglie aeree. In caso di unità militare navale è una formazione di navi.

## Squadrone (esercito)
Uno squadrone, nelle forze armate terrestri europee, è solitamente un'unità militare di cavalleria a livello compagnia ed è formato da almeno due plotoni. Al suo comando vi è generalmente un capitano.
Questa definizione è puramente orientativa, in quanto vi possono essere già diverse sfumature nell'utilizzo del termine "squadrone" tra i vari eserciti europei e differenze più marcate se vengono presi in considerazione eserciti di altri continenti.

### Italia
Nell'Esercito Italiano, lo squadrone si riferisce esclusivamente ad unità di cavalleria e dell'AVES (Aviazione dell'Esercito).
Nel primo caso (Cavalleria), si tratta di unità blindate (cioè dotate di mezzi corazzati leggeri ruotati) a livello compagnia, comandate di norma da un capitano e inserite all'interno di un "gruppo squadroni" che rappresenta l'unità di livello immediatamente superiore allo squadrone e immediatamente inferiore al reggimento. In Cavalleria, lo squadrone è costituito da più plotoni (di norma quattro da combattimento e uno comando).
Occorre specificare che questo è vero solo per le unità le cui tradizioni risalgono all'appartenenza storica all'Arma di cavalleria, ovvero a quei reparti che in battaglia utilizzavano effettivamente i cavalli, poi sostituiti dai mezzi meccanici per evoluzione tecnologica.
Invece i reparti nati in Italia solo dal 1º settembre 1918 per utilizzare i mezzi corazzati, a quel tempo recentissima novità d'origine inglese, e che solamente nel 1936 hanno preso la denominazione di carristi, derivano da tradizioni diverse, concepiti come specialità di fanteria (fanteria carrista,  affiancata ai reparti di "fanteria corazzata") pur essendo transitati nel 1999 nell'Arma di Cavalleria per un logico accorpamento delle funzioni, per cui mantengono l'ordinamento "compagnia-battaglione-reggimento": ne sono un esempio i reggimenti carri della Brigata Corazzata Ariete.
Nel secondo caso (AVES), è l'unità base costituita da sei elicotteri dello stesso tipo: anche nell'aviazione dell'Esercito si segue l'ordinamento "squadrone-gruppo squadroni-reggimento" in ordine di importanza come nella cavalleria.

### Regno Unito e paesi del Commonwealth
Nel British Army e nella maggioranza degli eserciti dei paesi appartenenti (o che appartennero) al Commonwealth britannico, "squadron" è il termine con cui si indicano le unità a livello compagnia appartenenti a reggimenti di cavalleria corazzata: se è evidente l'equivalenza con gli squadroni di cavalleria dell'EI in quanto appartenenti anch'essi alla cavalleria, questa equivalenza scompare quando si considera che i reggimenti di cavalleria corazzata britannici sono dotati di MBT ed equivalgono, come tipologia di forze, ai reggimenti carri italiani (e quindi equivalenti alla forza di un singolo battaglione, essendo oggi i reggimenti italiani monobattaglione).
Sempre nel British Army, il termine squadron è utilizzato anche per unità (sempre a livello compagnia) del Royal Signal Corp (equivalente all'Arma delle Trasmissioni dell'Esercito Italiano, ex specialità dell'Arma del Genio), nonché per le unità elicotteri inquadrate nei reggimenti dell'Army Air Corps.
Inoltre, il termine è usato pure per indicare le unità in cui è suddiviso lo Special Air Service Regiment. In quest'ultimo caso, trattandosi di forze speciali, l'equivalenza con il livello ordinativo di compagnia è solo orientativo, data la notevole differenza di organico e di struttura del reparto.

### Stati Uniti d'America
Nell'US Army, il termine "squadron" viene invece utilizzato per reparti (anch'essi appartenenti alla cavalleria, sia corazzata che aerea e dotata di elicotteri) a livello battaglione, costituiti da vari "troop" (equivalenti a compagnie) a loro volta costituiti da diversi "platoon" (plotoni). Nella Delta Force lo "squadron" invece ha le stesse caratteristiche di quello del SAS britannico.

## Squadrone (marina)
Squadrone, o meglio "squadron", è un termine utilizzato dalle marine dei paesi anglofoni per identificare unità operative a amministrative composte da un numero variabile di singole unità navali dello stesso tipo, mentre in Italia, la Marina Militare utilizza o utilizzava altri termini per identificare gruppi navali numericamente analoghi, come "squadra navale", "squadriglia" se composta da unità leggere o "divisione" se composta da unità maggiori. Due o più "squadriglie" costituiscono una "flottiglia".

### Regno Unito
Nella terminologia della Royal Navy e delle marine militari anglosassoni, uno squadrone corrispondeva all'incirca ad una divisione navale italiana dell'epoca. Per esempio, alla battaglia dello Jutland le unità di linea inglesi, cioè corazzate e incrociatori da battaglia, erano divisi in Battle squadron, cioè squadroni da battaglia, mentre le unità leggere come i cacciatorpediniere in flotillas (plurale di flottille, ovvero flottiglie), equivalenti per forza e composizione alle squadriglie italiane (che però, come già accennato, assumono il nome di flottiglia soltanto quando racchiudono due o più squadriglie).
Durante la seconda guerra mondiale, affrontata dalla Gran Bretagna con un numero decisamente inferiore di navi da battaglia rispetto alla prima guerra mondiale, le corazzate e gli incrociatori da battaglia non erano più riuniti organicamente in "squadron", bensì erano distribuiti secondo necessità alle varie "forze" (H Force, W Force, ecc.) e alle varie "flotte" (Home Fleet, Mediterran Fleet, ecc.), mentre continuavano ad essere utilizzati "squadron" di incrociatori (pesanti o leggeri) e "flotille" di cacciatorpediniere, oltre ad essere utilizzato il termine "squadron" per gruppi navali con missione specifica (soprattutto scorta convogli) che potevano essere costituiti anche da unità navali di tipo non omogeneo (gli escort squadron utilizzati in nord Atlantico erano spesso costituiti organicamente da un mix di cacciatorpediniere, corvette e fregate, oltre a poter avere aggregata temporaneamente una nave da battaglia).
Attualmente, la flotta di superficie della Royal Navy è suddivisa solamente in due Flotillas amministrative che amministrano le singole unità navali di stanza nelle due basi di Portsmouth e Devonport, mentre operativamente le unità vengono singolarmente assegnate a "task group" costituiti di volta in volta secondo necessità.
"Squadron" era usato anche per il reparto di incursori di marina (Special Boat Squadron) finché non è stato riorganizzato come Special Boat Service e messo alle dipendenze del comando forze speciali come i cugini del British Army (lo Special Air Service), mentre continua ad essere usato per il reparto di sommozzatori che si occupa delle operazioni di bonifica e disinnesco di ordigni esplosivi e i cui membri sono imbarcati sulle unità contromisure mine (Fleet Diving Squadron) e per il reparto dei Royal Marines che si occupa dell'utilizzo dei mezzi leggeri d'assalto delle truppe da sbarco inglesi (539 Assault Squadron Royal Marines).

## Squadrone (aviazione)

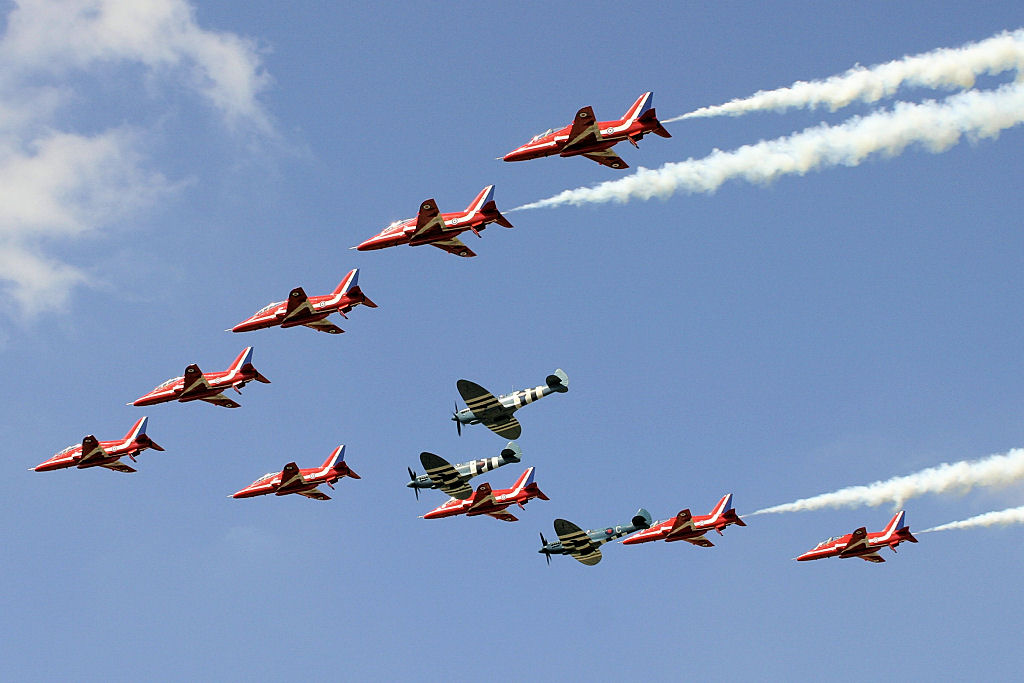
Squadrone aereo britannico

Lo squadrone in alcune aeronautiche militari NATO è un'unità aerea intermedia tra la squadriglia e il gruppo. 
Nell'Aeronautica militare italiana non esiste un equivalente perfettamente sovrapponibile, mentre prende il nome di "squadron" per le nazioni anglosassoni , "escadron" per le forze aeree che adottano la lingua francese e "staffel" per la Luftwaffe. 
Uno squadron tipicamente è costituito da tre o quattro flight (squadriglie).
La consistenza di questa unità varia dai 12/16 velivoli per la Royal Air Force, ai 12/20 per l'Armée de l'air francese fino ai 24 aerei per l'U.S. Air Force. Nella RAF il comando è assegnato ad uno squadron leader, grado equivalente a maggiore in altre forze armate.